# Kopaniny (Wrzosówka)
Kopaniny – przysiółek wsi Wrzosówka w Polsce położony w województwie świętokrzyskim, w powiecie jędrzejowskim, w gminie Małogoszcz.

W latach 1975–1998 przysiółek należał administracyjnie do województwa kieleckiego.